# James Stephens (Schriftsteller)

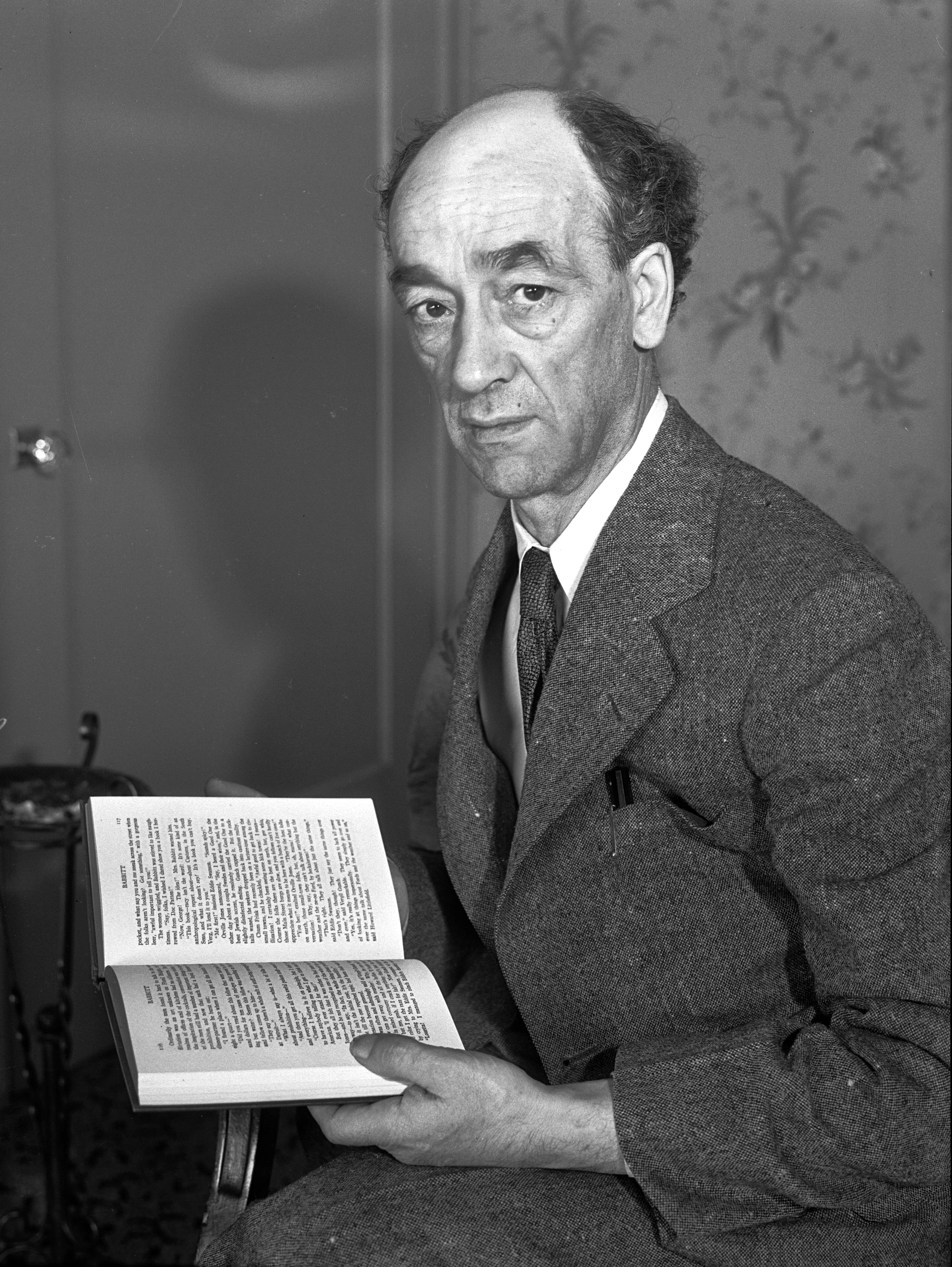
James Stephens (1935)

James Stephens (* 2. Februar 1882 in Dublin; † 26. Dezember 1950 in London) war ein irischer Schriftsteller, der Gedichte und Novellen verfasste. Stephens selbst gab seinen Geburtstag mit dem 2. Februar 1882 an, es wird aber auch der 9. Februar 1880 angegeben.

## Leben
Stephens wuchs in einem Elendsviertel von Dublin auf, besuchte niemals eine Schule und brachte sich das Lesen und Schreiben autodidaktisch bei. Er schrieb schon vor dem Ersten Weltkrieg Novellen und Gedichte, während er sich den Lebensunterhalt mit Büroarbeiten verdiente. Sein erstes veröffentlichtes Buch, das durch die Freundschaft Stephens’ mit George William Russell zustande kam, war 1909 ein Band mit Gedichten namens Insurrections. Seine Novelle Crock of Gold aus dem Jahr 1912 erhielt im Jahr danach den Polinac Preis. Eine Auswahl aus seinem Gedichtband The Hill of Vision wurde von Edward Marsh in die Sammlung Georgian Poetry 1911–1912 aufgenommen. In Georgian Poetry 1913–1915 erschien eine Auswahl aus dem Band Songs from the Clay und in Georgian Poetry 1916–1917 eine Auswahl aus The Adventures of Seumas Beg.
Stephens studierte irische Literatur und Mythologie, erforschte das Gälische und arbeitete als Journalist. Er unterstützte Sinn Féin und gab Anthologien mit irischer Literatur heraus. 1916 veröffentlicht er einen Bericht unter dem Titel The Insurrection in Dublin über den Osteraufstand. Stephens nimmt nicht nur in seiner Novelle Crock of Gold ein irisches Thema auf, er erzählt auch irische Sagen in dem Band Irish Fairy Tales (1920) nach.
Von 1920 bis 1924 arbeitete Stephens als Registrar für die irische National Gallery. Danach lebte er in London und Paris. Von 1925 bis 1935 reiste Stephens für Lesungen regelmäßig nach Amerika. 1927 begann seine Freundschaft mit James Joyce. 1932 war er einer der Gründer der Irish Academy of Letters. Von 1937 bis zu seinem Tode 1950 arbeitete er regelmäßig für die BBC.

## Deutsche Ausgaben
- Fionn der Held und andere irische Sagen (übersetzt von Ida Friederike Görres), Herder Verlag: Freiburg 1936.
  - Nachdruck im J. Chr. Mellinger Verlag: Stuttgart 1981.
- Götter, Menschen, Kobolde. Eine irische Erzählung (übersetzt von Herta Hartmannshenn), Hartmannshenn Verlag: Wiesbaden 1947 (The Crock of Gold).
  - Neuausgabe: Der goldene Hort (übersetzt von Joachim Kalka), Klett-Cotta: Stuttgart 1985.
- Die Halbgötter (übersetzt von Annemarie Horschitz-Horst), Occident Verlag: Zürich 1949 (The Demi-Gods).
- Deirdre (übersetzt von Frederik Hetmann), Diederichs Verlag: Köln 1985 (Deirdre).